# Neuer Malik Verlag
Neuer Malik Verlag a fost fondată în anul 1983 la Kiel de către slavistul Thies Ziemke ca o editură care să publice literatură de stânga în tradiția Malik-Verlag (1916-1947).
Fondatorul companiei Malik-Verlag, Wieland Herzfelde, i-a sugerat numele: „Numește-o Neuer Malik Verlag”. Una dintre primele cărți publicate a fost romanul Der Malik al Elsei Lasker-Schüler. Cuvântul provine din limba arabă și înseamnă „rege”.
Printre partenerii lui Thies Ziemke s-au numărat librarul Hans-Joachim „Jo” Hauberg și bibliotecarul și traducătorul Giuseppe de Siati. Printre autorii publicați au fost Hans-Jürgen Heise și Rafik Schami, dar și scriitori ruși precum Vladimir Makanin.
În 1996 editura a fost cumpărată de Piper Verlag, care a publicat literatură de călătorie sub marca „Malik Verlag” și „Malik National Geographic”.

## Legături externe
- Malik Verlag pe site-ul Piper Verlag